# 月岡彩
月岡 彩（つきおか あや、1978年 - ）は愛媛県出身のクリエイター。第2回SICFに自動販売機のプリントが施された巻きスカートを出展し、グランプリを受賞。

## 年譜
- 1978年 - 愛媛県に生まれる
- 2000年 - 武蔵野美術大学空間演出デザイン学科卒業
- 2000年 - 第1回SICFに『パーフェクト☆ガム キャンペーン』を出展
- 2001年 - 第2回SICFに『新カクレンボ大作戦』を出展し、グランプリを受賞
- 2001年 - 個展『新カクレンボ大作戦DX』を開催
- 2002年 - 第3回SICFに『ツッキー７☆キャンペーン』を招待出展
- 2004年 - 武蔵野美術大学 空間演出デザイン学科研究室 助手
- 2007年 - イギリス紙デイリー・メールに、『ニンジャ・スカート』として紹介される

## 代表的な作品
コカコーラの自動販売機に変身できる巻きスカートである、『ニンジャ・スカート』（2001年）のほか、道路に置くとマンホールの蓋に見える『マンホールバッグ』や、子供用の『消火栓に扮するランドセル』など。